# Willie Cunningham (football, 1925)
Pour les articles homonymes, voir Willie Cunningham.
Willie Cunningham, de son nom complet William Carruthers Cunningham, est un footballeur écossais né le 22 février 1925 à Hill o'Beath et mort le 15 novembre 2000 à Preston. Il évoluait au poste de défenseur central.

## Biographie
International, il reçoit 8 sélections en équipe d'Écosse de 1954 à 1955. Il fait partie du groupe écossais lors de la Coupe du monde 1954.

## Carrière
- 1946 :  Dunfermline Athletic
- 1946-1949 :  Airdrieonians
- 1946-1949 :  Preston North End
- 1963-1965 :  Southport[2],[3]